# Éventail

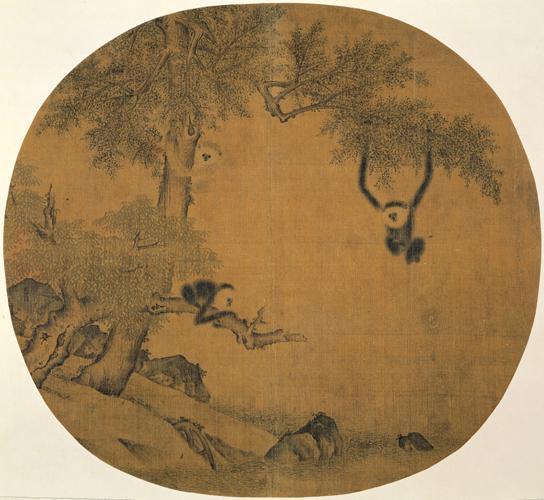
Éventail de type écran, de Yi Yuanji (1000–1064), dynastie Song.

Pour les articles homonymes, voir Éventail (homonymie).
L'éventail est un objet utilisé pour induire un courant d'air dans le but de se rafraîchir ou d’attiser les braises d’un foyer.
Sous sa forme universelle, il est un écran rigide avec un manche. Le plus souvent, en France, l'éventail renvoie à un accessoire de mode de la forme d’un demi-disque dont la feuille est faite de matériaux légers (tissu, cuir, papier, etc.) plissés et montés sur des brins qui pivotent autour d'un axe (appelé « rivure »), permettant ainsi à l’objet de se fermer pour diminuer son encombrement et être transporté aisément.
L'usage des éventails est attesté dès l'Antiquité. Ils ont été et sont encore utilisés non seulement pour s'éventer, mais aussi comme vecteurs de messages, objets publicitaires ou de propagande politique, accessoires de mode, de danse ou de théâtre, etc.
Un autre dispositif portatif qui permet de se préserver de la chaleur uniquement rayonnée par le Soleil est l'ombrelle.

## Divers types d'éventails

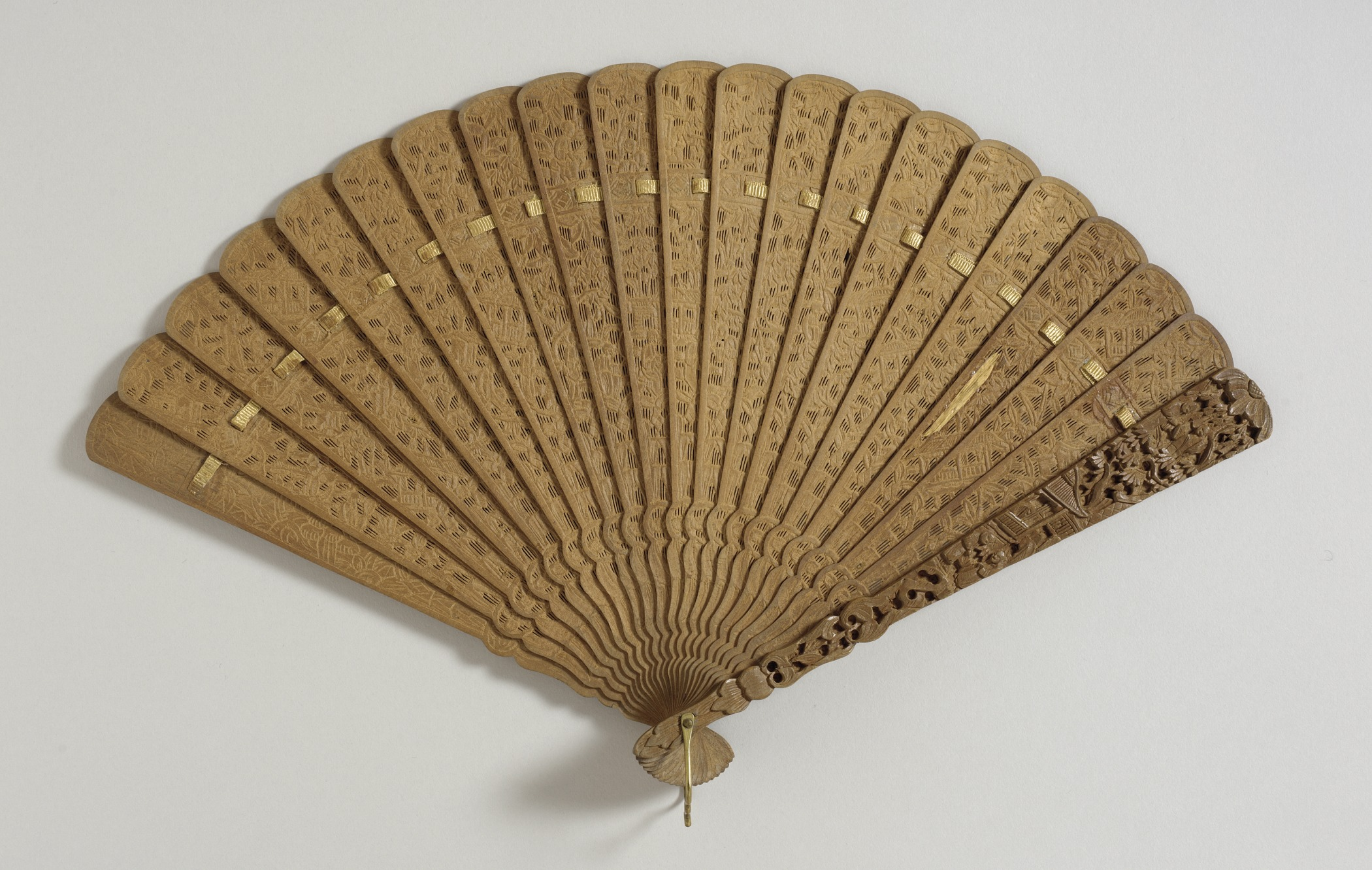
Éventail brisé, lames de bois de santal ajouré, Chine, 1870.

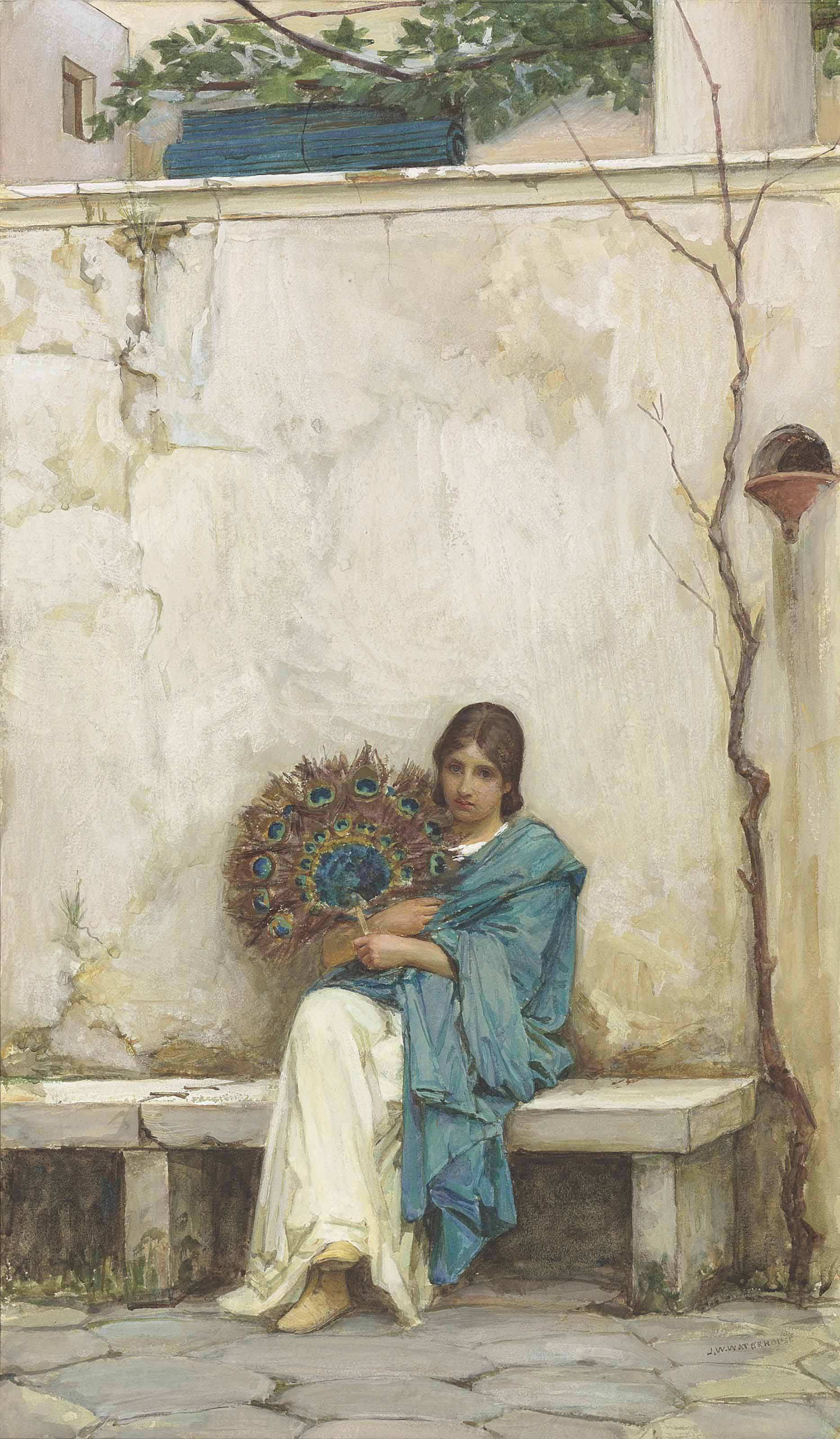
Éventail de plumes de paon. anglais, peint par John William Waterhouse.

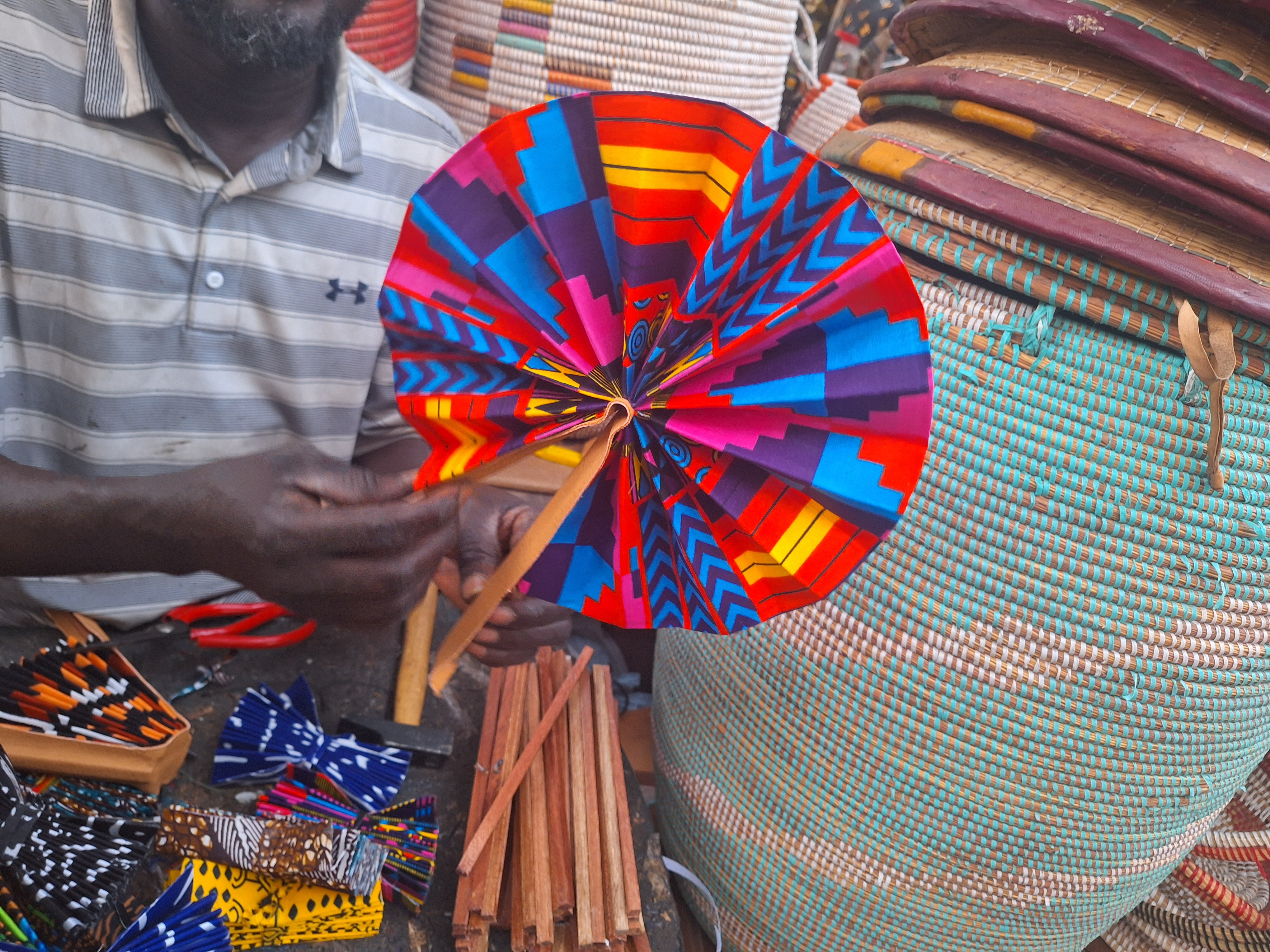
Fabrication d'éventail en wax 11

- l'écran fixe ou écran à main, avec manche et feuille en carton ou en vannerie de forme de drapeau (en Italie au XVe siècle et encore actuellement dans le monde arabe) ;
- l'éventail formé d'un manche réunissant des plumes ou feuilles de végétaux (tel un modèle trouvé dans la tombe de Toutânkhamon) ;
- l'éventail utilisé dès le Haut Moyen Âge et conservé sous forme de flabellum liturgique par l'église chrétienne ;
- l'éventail brisé, où des lames d'ivoire, nacre, bois ou autre matériau dur s'ouvrent autour d'un axe (rivure), réunies près de l'autre extrémité par un fil ou un ruban ;
- l'éventail de plumes montées sur des brins réunis par un fil, ou, dans la même veine, l'éventail palmettes, dit (aux États-Unis surtout) « Jenny Lind » , où des « palmettes » en carton ou en tissu remplacent les plumes ;
- l'éventail plié, où les « brins » de matériau dur (avec aux extrémités des « panaches » protecteurs plus importants) servent de support à une feuille en papier, peaux de diverses natures, dentelle ou tissu (plus tardivement) ; les éventails pliés sont les plus répandus ; comme les éventails brisés, ils trouvent leur origine en Chine.

## Fabrication

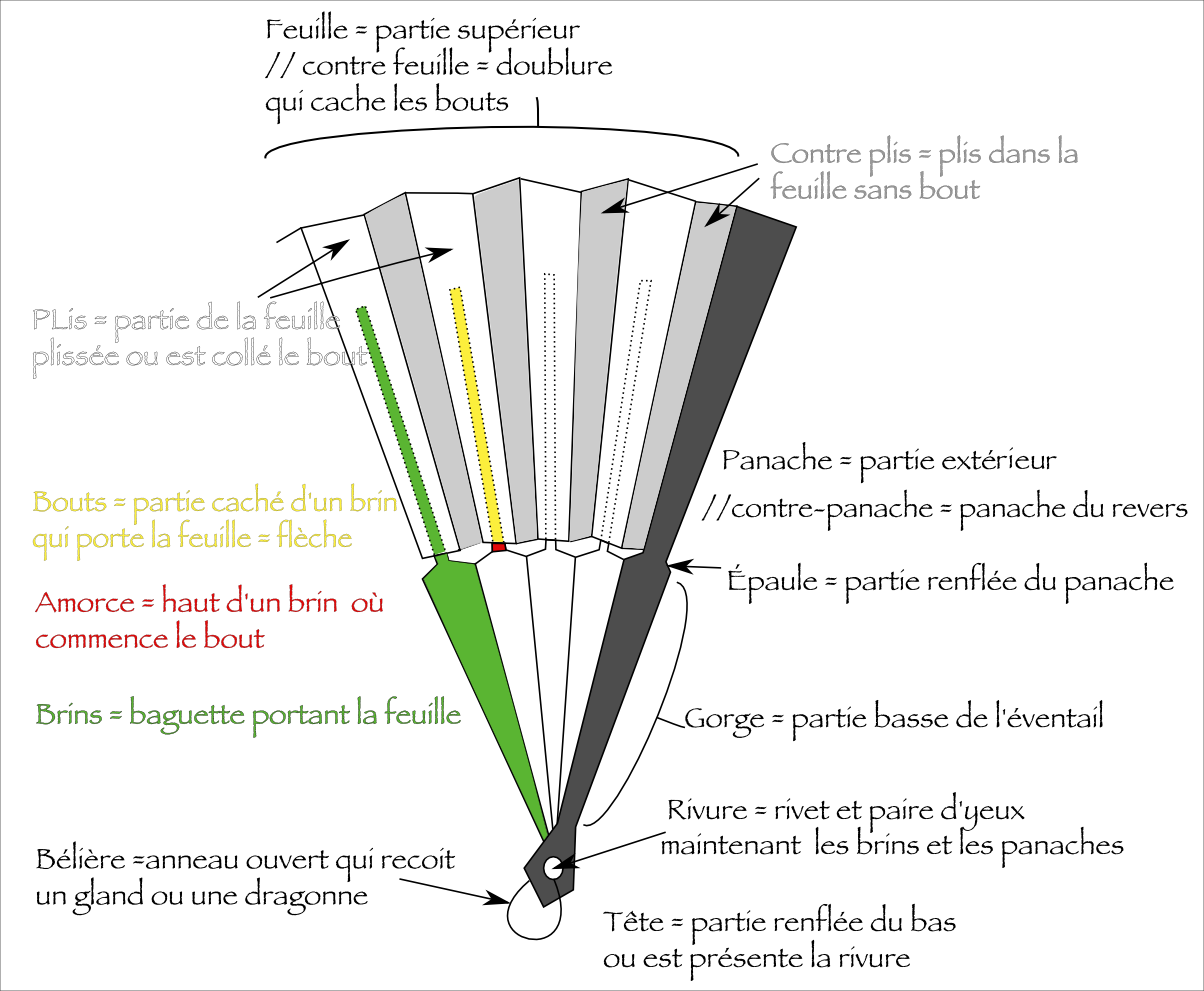
Schéma d'un éventail.

La fabrication d'éventails fait appel à des dizaines de corps de métier et d'artisans : peintres brodeurs, sculpteurs, graveurs, ennoblisseurs, plisseurs, etc. L'éventailliste peut d'ailleurs être en France reconnu comme maître d'art, et certaines maisons y ont reçu le label « Entreprise du patrimoine vivant », marque du Ministère de l'Économie, des Finances et de l’Industrie, mis en place pour distinguer des entreprises françaises aux savoir-faire artisanaux et industriels d’excellence.
En France, le savoir faire des éventaillistes est inscrit à l'Inventaire du patrimoine culturel immatériel français depuis 2020.

## Histoire

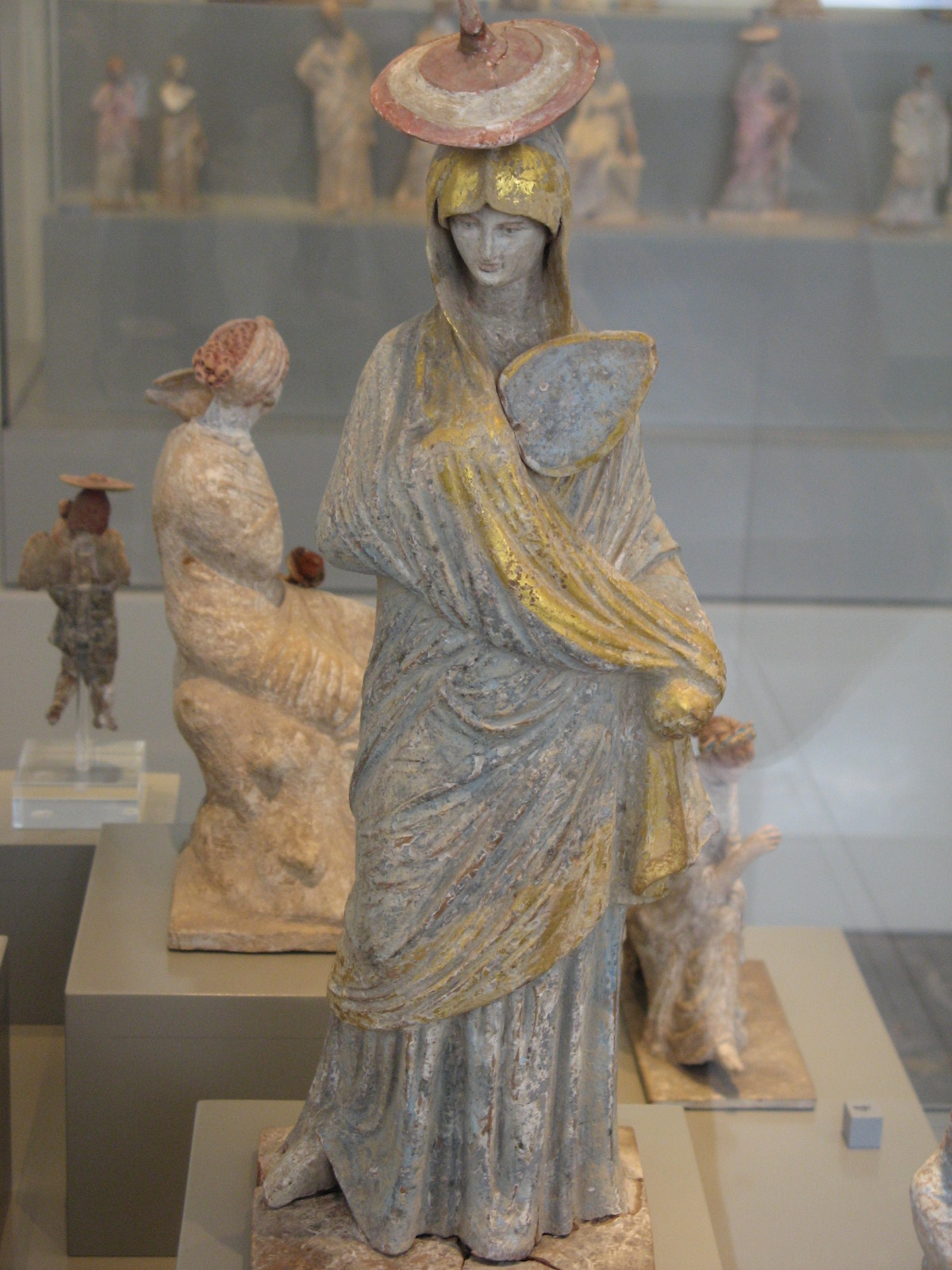
Tanagra représentant une femme avec son éventail,

En Chine, les premiers écrits sur les éventails datent de la dynastie Jin (265-420). Les premiers éventails, appelés fanzi (扇子, shànzi) étaient rigides et en plumes. Le caractère chinois désignant l'éventail est composé du caractère de la demi-porte (户) et du caractère des plumes (羽),. Au IIe siècle déjà, le bambou était utilisé pour la fabrication de la monture. Parmi les matériaux traditionnels des éventails en Chine, on trouve du bambou, de l'ébène, de l'ivoire, des écailles de tortue, de la soie, du papier, des feuilles d'or, des plumes, différents métaux et du tournesol.
Il existe en Chine deux formes, l'une rigide dont la partie contenant le papier est entre le rond et le carré et un plié, la forme la plus répandue de nos jours. Il existe une version brisée dont les brins sont parfois faits en bois de santal. Ce dernier à le double avantage d'être parfumé, et, lorsqu'il est laissé dans les placards la nuit, de chasser certains insectes nuisibles.
Les cinq types d'éventails chinois sont :
- Zhensi (真丝扇, zhēnsī shàn), en soie véritable.
- Tanxiang (檀香扇, tánxiāng shàn), en bois de santal.
- Huohua (火画扇, huǒhuà shàn), datant de la dynastie Qing, faits de verre peint.
- Zhusi (竹丝扇, zhúsī shàn), appelé plus couramment (龚扇, gōngshàn), de forme ronde, fait de fil de bambou finement tissé, lui donnant l'aspect transparent des ailes des cigales.
- Lingjuan (绫绢扇, língjuàn shàn), éventail pliable, utilisant une mousseline faite de soie légère.

En Égypte antique, le pharaon était protégé des mouches par un éventail confectionné en plumes ou en feuilles montées sur une hampe. Il était porté par un courtisan, de nos jours appelé flabellifère, à partir du nom latin de l'éventail (''flabellum''). Dans les tombes de pharaon sont retrouvés ces flabella qui dit-on, redonnaient le souffle au défunt.
En Grèce antique, l'éventail, connu sous le nom de rhipis dès le Ve siècle av. J.-C., était un simple écran à manche, ordinairement en forme de feuille d'arum ou de palmier. Les Étrusques et les Romaines empruntèrent cet accessoire de mode aux femmes grecques.
Au Japon, la tradition chinoise est reprise. Il y a donc également deux sortes d'éventails, le sensu (扇子) ou simplement ôgi (扇) qui se plie et l’uchiwa (団扇) en bambou de forme ronde et qui ne se plie pas. L'inventeur du sensu au VIIe siècle se serait inspiré des ailes des chauve-souris.

### En Europe

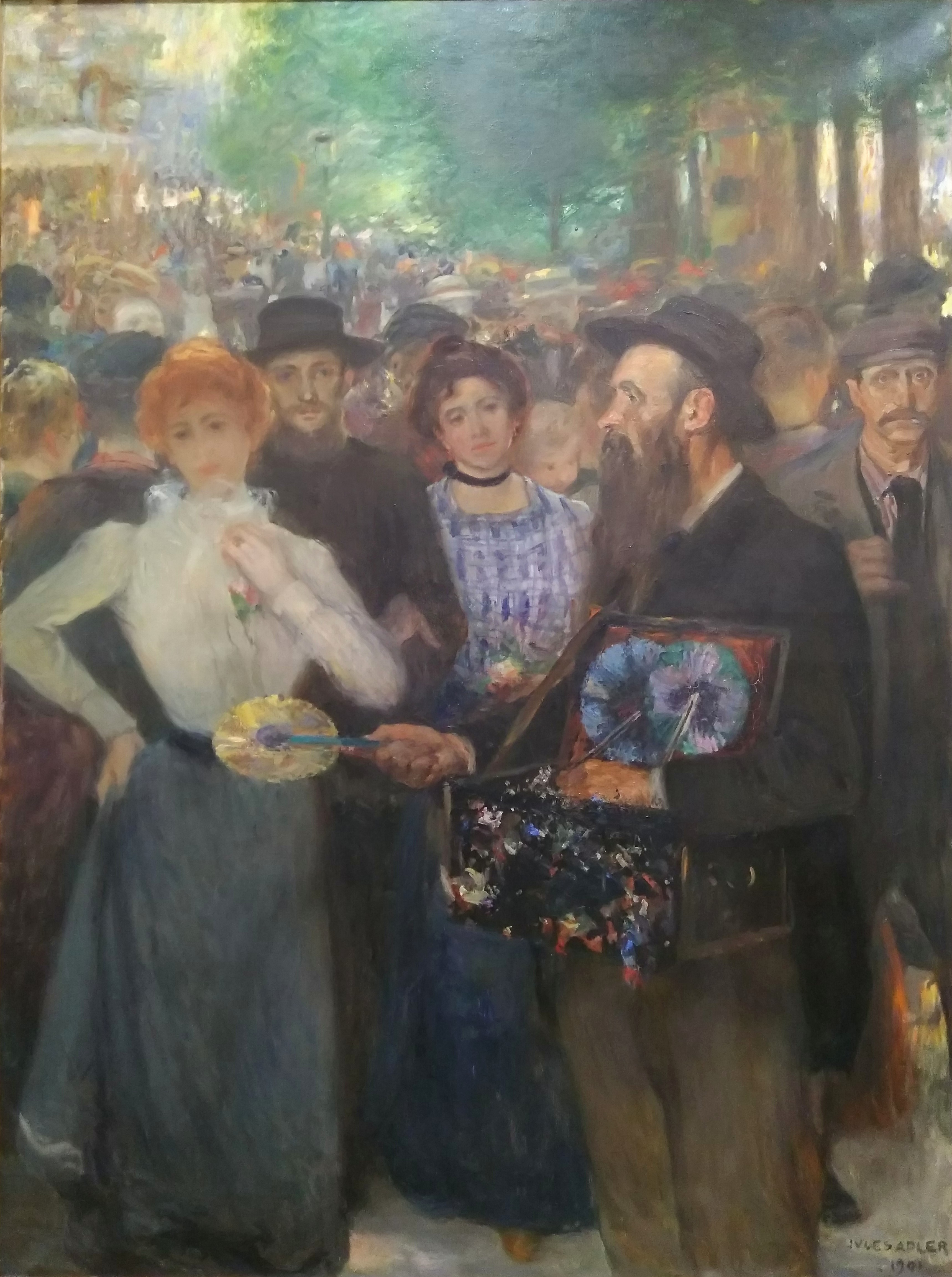
Vendeur d'éventails de type "vent du Nord" à Paris. Jules Adler, Soir d'été à Paris, musée Baron-Martin, Gray.

Le flabellum, éventail cérémoniel, réapparaît en Europe au IVe siècle pour un usage liturgique : les flabella, chasse-mouches constitués de fines membranes, de peau plissée (tel le flabellum de Tournus daté des années 850), de plumes du paon, de drap fin, ou plus rudimentairement en crins de cheval. De tels éventails, plissés se retrouveront dans diverses cultures, notamment en Afrique, mais aussi en France vers 1900, sous forme de petits éventails souvent publicitaires dénommés "vents du Nord".
Les éventails à manche auraient été (pour un usage profane) réintroduits en Europe par les Croisés au XIIIe siècle. Les éventails « pliés » qui se ferment sur eux-mêmes et peuvent se déplier en demi-cercle sont importés en Europe au milieu du XVIe siècle par les commerçants portugais revenus du Japon.
Introduit en France sous sa forme moderne par Catherine de Médicis, objet favori d'Élisabeth Ire d'Angleterre, il connut un important développement en Europe aux XVIIe et XVIIIe siècles. Produit essentiellement en France, en Angleterre, aux Pays-Bas, en Italie et plus rarement dans l'espace germanique, ce fut d'abord un objet aristocratique et artistique, reprenant les sujets (mythologiques et bibliques surtout) de tableaux connus, tant sur les feuilles que sur les montures d'ivoire, de nacre ou d'écaille. 

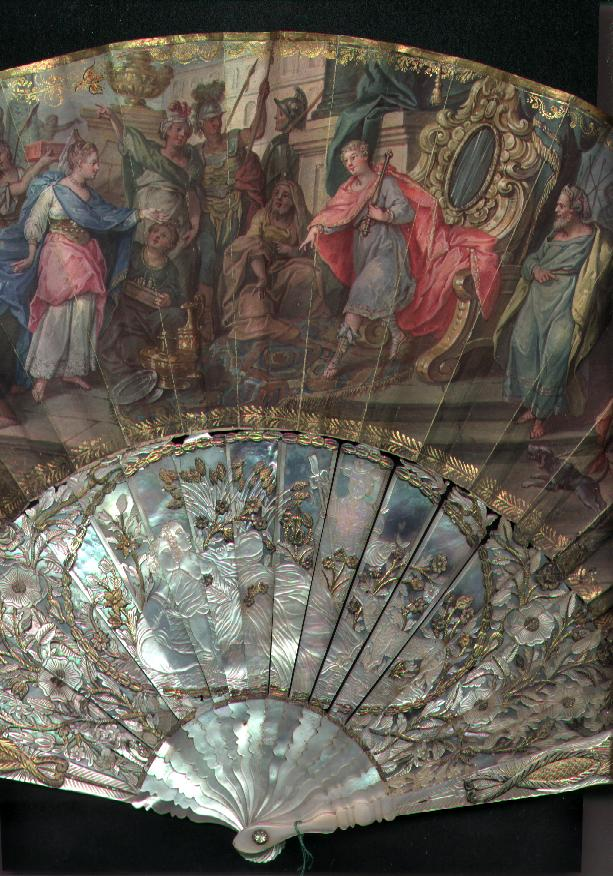
Détail d'un éventail à feuille du XVIIIe siècle et monture vers 1840.

Les sujets devinrent souvent moins recherchés avec les bergerades (éventails à feuille rehaussée de scènes de bergers galants) de la fin du XVIIIe siècle, la qualité moindre minorant le prix et facilitant la diffusion de l'objet dans la classe moyenne. Il devint même populaire grâce aux techniques d'impression, pouvant être utilisé pour des jeux de salon et même devenir vecteur de propagande politique avant et pendant la Révolution. C'est alors l'eau-forte et le pointillé qui sont utilisés. Malgré la restriction de l'usage de l'éventail en France liée aux troubles politiques et aux changements de mode de la Révolution et de l'Empire, la production parisienne destinée à l'exportation va se poursuivre. Mais la chromolithographie, technique élaborée vers 1796 par Aloys Senefelder, facilitant la reproduction d'un dessin, ne contribuera qu'après les années 1830 à la réduction du coût des éventails et au regain de leur popularité en France.  Ils vont connaître un second âge d'or pendant le Second Empire, voyant de plus leur taille croître jusqu'à une taille maximale vers 1890. Suivant les modes diverses, dont celle de l'Art Nouveau, ils vont demeurer présents jusqu'à la guerre 1914-1918 mais connaîtront ensuite le déclin, sauf dans leurs versions publicitaires.
Certains marchands d'éventails (notamment la maison Duvelleroy) ont inventé au XIXe siècle un pseudo « langage de l'éventail » très élaboré et codifié. Il s'agissait d'un outil marketing et aucune trace de ce prétendu langage ne peut être trouvée au XVIIIe siècle. Toutefois les scènes figurant sur les éventails participent à la communication sociale, de même que la gestuelle de son maniement, en particulier à la Cour.
Cet objet est quelque peu tombé en désuétude pendant l'entre-deux-guerres, hormis en tant qu'objet publicitaire (parfois d'excellente qualité) et hormis aussi dans quelques pays comme l'Espagne, où la fabrication s'était établie moins d'un siècle plus tôt.
Il continue d'accompagner quelques personnages iconoclastes. Moyen élégant et écologique de faire face au réchauffement climatique, il connaît cependant au début du XXIe siècle un regain de faveur, et divers créateurs réapparaissent notamment en France.

### En Asie

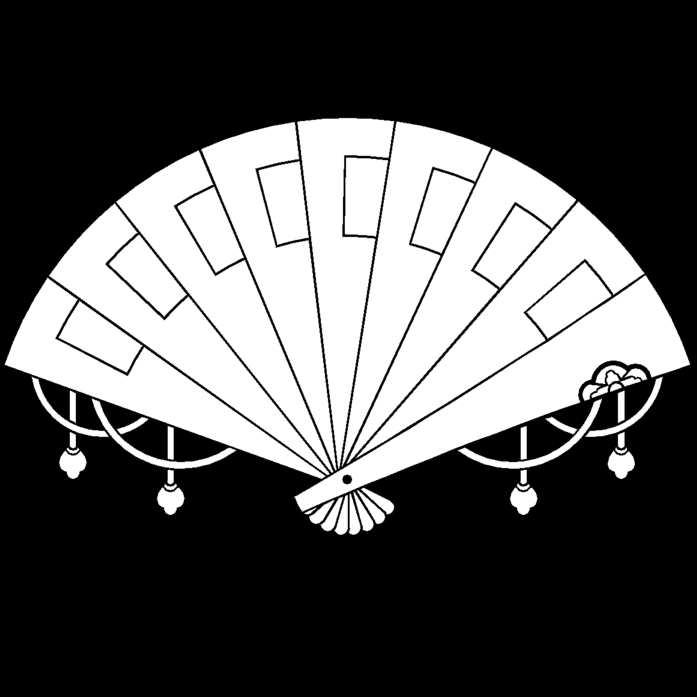
Meuble héraldique japonais.

En Orient, même s'il fut aussi fabriqué au goût européen dès le XVIIe siècle, il est resté un élément essentiel de l'art de vivre et de la culture. Les plus grands peintres chinois ou japonais l'ont utilisé comme support pour leurs œuvres. Objet indissociable des rites traditionnels de la Chine et du Japon, l'éventail est un accessoire fondamental dans le théâtre japonais nô ou kabuki, dans l'art narratif rakugo, dans la danse traditionnelle, de même que dans certains arts martiaux. Les premiers exemplaires connus ont la forme d'un écran rigide, fait de plumes et de soie et l’utilisation de la peinture apparaît au Ve siècle apr. J.-C.
À la même époque l'écran naît au Japon où, comme en Chine, il était utilisé pendant les cérémonies jusqu'au XIIe siècle. L'éventail plié fait son apparition pendant la période Heian (794-1185). Son usage était strictement limité à la cour et était utilisé soit par les hommes soit par les femmes, sa fonction principale n’était pas exclusivement de se rafraîchir, mais il servait aussi pour différents buts, par exemple il était  très utilisé pendant des spectacles de danse traditionnelle. Au Xe siècle on considère l’éventail officiellement répandu dans toutes les régions chinoises et il prenait également des formes et styles différents dans les différentes parties géographiques. Depuis le moment où en Chine la peinture commence à décorer très souvent ces accessoires (pendant le Ve siècle) elle va devenir une influence importante pour les éventails japonais, notamment dans les peintures de paysage dont on utilisait une esthétique fondée sur la mimesis. 
Pendant les XVe et XVIe siècles au Japon on fabrique des éventails à monture de fer utilisés comme objet de guerre pour « transmettre des signaux » pendant la bataille. Son usage se répand dans tous les autres classes sociales japonaises pendant la période Edo (1615-1868). Pendant le XVIIe siècle, la Chine exportait des éventails ou leurs simples supports pour les vendre aux Européens, en adaptant les types et les motifs décoratifs selon leur demande. Le grand commerce d’éventails dans le monde européen va provoquer un abaissement de qualité, surtout au Japon à partir du XIXe siècle. Pendant le siècle suivant l’usage de cet objet fascinant disparaît de la vie quotidienne de la plupart des Occidentaux, tandis qu’il restera en Orient un objet traditionnel.

## Comme arme

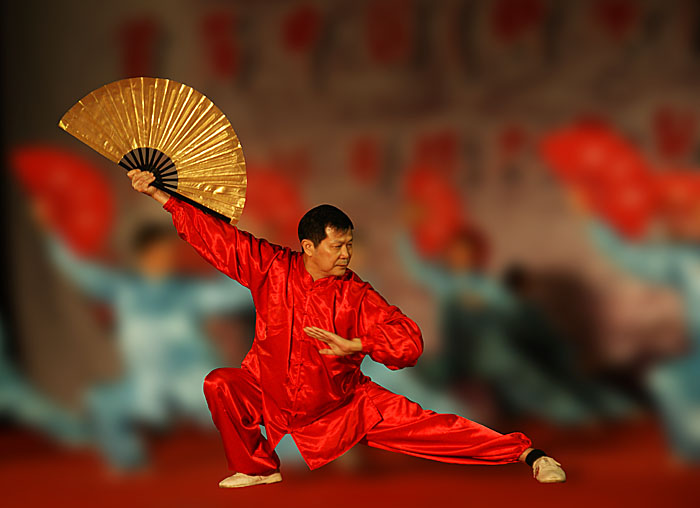
Gongfu de l'éventail en Chine.

L'éventail est aussi utilisé comme arme dans certains arts martiaux chinois. Il est ainsi présent dans le taiji shan (太极扇), art martial lié au tai-chi-chuan (ce dernier étant pratiqué à main nue), ou dans la danse traditionnelle chinoise.

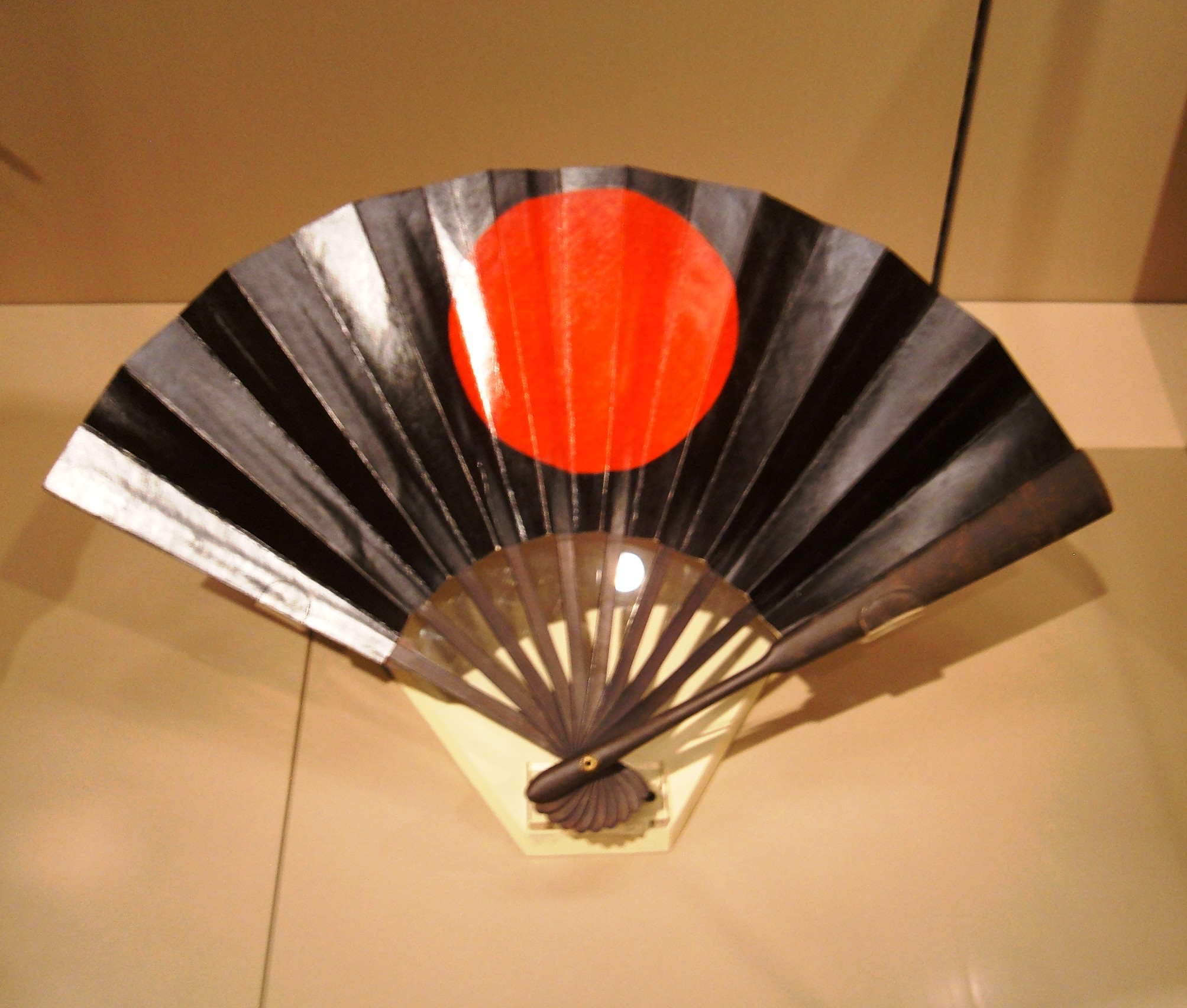
Gunsen.

À l'époque féodale, au Japon, le chef de guerre (le shogun) portait un gunsen (littéralement « éventail de guerre ») : ce type d'éventail avait une monture forgée en acier et servait à la fois de signe de ralliement et de direction des troupes (brandi ouvert), et à la fois de garde et de protection (une fois fermé) lors d'un combat au sabre. Le tessen, de forme plus européenne, était plutôt réservé aux femmes. Il était utilisé dans les combats de tessen-jutsu.

## Exposition
- « Éventails, histoire de goût, XVIIe – XIXe siècle », musée des Beaux-Arts de Bordeaux, 2004-2005[14].